# Alpine Bobsled
Alpine Bobsled (eerder Sarajevo Bobsled en Rolling Thunder) is een bobslee-achtbaan in attractiepark The Great Escape & Splashwater Kingdom.

## Geschiedenis
De achtbaan werd in 1984 gebouwd en geplaatst in Six Flags Great Adventure onder de naam Sarajevo Bobsled. De Sarajevo Bobsled was een populaire achtbaan. De achtbaan werd gebouwd om de olympische spelen van 1984 te herdenken. Na een paar jaar werd het parkgedeelte waar de Sarajevo Bobsled stond als saai ervaren en besloot het park over te gaan tot een opknapbeurt. In de lente van 1988 werd gekozen voor een Vlieg/Ruimte thema en werd besloten dat het park een grotere achtbaan nodig had. Deze nieuwe achtbaan moest op de plek komen van de Sarajevo Bobsled. De Sarajevo Bobsled werden midden in het seizoen van 1988 gesloten en ontmanteld. Na de verwijdering kwam op de plek van de Sarajevo Bobsled de Great American Scream Machine te staan.
Na de ontmanteling van de Sarajevo Bobsled werd de achtbaan verplaatst naar Six Flags Great America in 1989, hier werd de achtbaan geopend in 1990 als Rolling Thunder. In Six Flags Great America werd de baan vervolgens vervangen door Raging Bull, een stalen achtbaan zonder loopings. De Rolling Thunder werd vervolgens verkocht aan Premiere Parks en werd naar The Great Escape & Splashwater Kingdom verplaatst in 1997 waar de baan opende onder de naam Alpine Bobsled in 1998. Premier Parks kocht Six Flags in 1998 waardoor de achtbaan en Great Escape weer onder de Six Flags groep vallen.
Op 4 augustus 2023 kondigde het park aan dat de achtbaan op 4 september 2023 gaat sluiten.